# Колумбийское плато
Колумбийское плато (англ. Columbia Plateau) — географический и геологический регион в северо-западной части США, между Скалистыми горами на востоке и Каскадными горами — на западе. Расположен на юго-востоке штата Вашингтон, северо-востоке штата Орегон и западе штата Айдахо. Представляет собой лавовое плато площадью около 50 000 км² и высотой территории от 700 до 1000 м над уровнем моря. Река Колумбия и её крупнейший приток, река Снейк, прорезают территорию плато, формируя глубокие каньоны. Поверхность плато — плоская либо волнистая; имеются многочисленные сухие каньоны (крупнейший из них — Гранд-Кули). Крупные города в районе плато включают Спокан, Якима, Песко, Кенневик, Голдендейл, Пуллман, Гермистон, Худ-Ривер, Те-Далс и др.
В миоцене и плиоцене массивные потоки базальта покрыли огромную территорию, сформировав магматическую область. За период протяжённостью 10-15 млн лет в конечном счёте накопился базальтовый слой толщиной более 1,8 км. При накоплении этого мощного слоя земная кора подвергласть опусканию, сформировав водосбор реки Колумбия. Современное течение реки Колумбия также обусловлено продвижением лавового массива на северо-запад. Потоки лавы, протекая по территории, в первую очередь затолняли долины рек и ручьёв, формируя естественные плотины, которые были причиной образования запрудных озёр. Эти озёра представляют собой скопления ископаемой флоры и фауны: окаменевшей древесины, ископаемых насекомых, костей позвоночных и др.